# Tabu: A Story of the South Seas
Tabu: A Story of the South Seas é um filme estadunidense  mudo de 1931, o último dirigido pelo cineasta alemão F. W. Murnau, em coprodução com o documentarista estado-unidense Robert Flaherty.
Laureado com um Oscar, Tabu foi selecionado, em 1994, para preservação na Biblioteca do Congresso dos Estados Unidos com a classificação de significância cultural, histórica e estética.

## Sinopse

### Primeiro Capítulo: Paraíso
Matahi e Reri são dois jovens nativos de Bora-Bora que estão apaixonados ente si. Com o falecimento da virgem sagrada dos deuses que mantêm a unidade cultural das ilhas da Polinésia Francesa, Reri é escolhida como substituta pelo chefe de Fanuma, senhor de todas as ilhas dos mares do sul, e passa a ser chamada de Tabu, o que significa que ela está interditada para os desejos masculinos, sob pena de morte ao homem que violar a lei. Hitu, o mais honrado súdito do senhor de todas as ilhas dos mares do sul, fica encarregado de conduzi-la no dia seguinte até Fanuma e de proteger sua castidade.
Matahi fica inconsolável, porém, durante a festa de celebração, ele dança alegremente com Reri, sob os olhares reprovadores de Hitu.
Ao cair da noite, Matahi rapta Reri.

### Segundo Capítulo: O Paraíso Perdido
Matahi e Reri, fugindo da maldição do Tabu, viajam léguas no mar aberto em busca de um lugar onde a civilização já tenha se instalado e, consequentemente, a lei tribal já tenha sido esquecida.
Alcançam uma ilha cuja economia se baseia no comércio de pérolas. Matahi se revela um excelente mergulhador, virtude muito valorizada por proporcionar maximização na extração de pérolas no fundo do mar.
Após ter conseguido extrair uma pérola muito valiosa, o ingênuo Matahi é convencido a bancar uma grande festa para os aldeões, a qual é interrompida pela chegada de um navio. A embarcação traz uma mensagem governamental a Jean, autoridade policial local, ordenando a prisão do raptor de Reri a fim de se evitar conflito entre as ilhas. Matahi, contudo, suborna Jean, presenteando-lhe com a valiosa pérola recém-extraída. Embora tenham se livrado da justiça governamental, Reri passa a ser assombrada pela presença de Hitu.
Mais tarde naquele mesmo dia, aconteceu um acidente num local do mar da ilha, resultando na morte de um mergulhador atacado por um tubarão. Sobre esse local, fonte de imensa quantidade das pérolas mais valiosas, paira a superstição de que um homem enorme alimenta tubarões para que eles guardem o tesouro. Esse local foi então marcado por Jean com uma placa escrita TABU, proibindo o mergulho.
Enquanto Matahi dormia de noite, Reri é novamente assombrada pela presença de Hitu, que lhe deixa uma mensagem, na qual fixa o prazo de três dias para que ela parta ou para que Matahi seja morto.
Na manhã seguinte, Reri vai a uma agência de viagens e fica sabendo de uma embarcação que chegará em dois dias e depois partirá para Papeete. Ela e Matahi reúnem o dinheiro para a compra de duas passagens, porém o montante é recolhido para quitação de parte das vultosas dívidas adquiridas com a festa bancada por Matahi. Ele, ao retornar para sua cabana, esconde de Reri o que se passou com o dinheiro, pois já arquitetava um plano de mergulhar no local proibido, objetivando extrair uma pérola que lhe possibilitasse levantar dinheiro suficiente para saldar a totalidade da dívida e comprar as passagens.
Novamente durante a noite, Hitu vem para assombrar Reri, desta vez armado de uma lança com a qual ameaça matar o dormente Matahi, sendo impedido por Reri, que sinaliza para expressar sua aceitação em abandonar seu amante para partir com Hitu. O ancião recua e passa a aguardá-la. Logo após, Matahi acorda e parte em direção ao local de mergulho proibido, enquanto Reri finge dormir.
Durante o mergulho, Matahi é atacado por um tubarão, mas consegue ferir o animal com golpes de faca e fugir, não sem antes extrair uma ostra. Em seu retorno a terra firme, Matahi descobre que a ostra extraída continha uma valiosíssima pérola negra. Entrementes, Reri escreve um bilhete de despedida e parte com Hitu.
Ao chegar em sua cabana, Matahi lê o bilhete e corre para tentar alcançar o barco que leva Reri. Ele nada velozmente e até consegue se aproximar da embarcação; todavia, a corda que o levaria a bordo é cortada por Hitu. Enquanto o barco segue viagem, Matahi continua nadando em sua direção até que a exaustão o faz morrer afogado nas águas do Oceano Pacífico.

## Produção
Em 1929, F. W. Murnau havia rompido seu contrato com a Fox Film Corporation após o estúdio ter modificado amplamente seu filme A garota da cidade, inclusive o título, que, segundo o diretor alemão, deveria ser O pão nosso de cada dia. De forma semelhante, Robert Flaherty foi substituído da direção de Sombras brancas dos mares do sul, filme do estúdio Metro-Goldwyn-Mayer, e teve seu projeto de documentar a população indígena de Pueblo Acoma recusado pela Fox Film Corporation.
Insatisfeito com Hollywood, Murnau traçou planos de ir para a Oceania, a fim de produzir um filme independente sobre as ilhas dos mares do sul. Ficou sabendo que Flaherty também havia se decepcionado com os grandes estúdios de cinema dos Estados Unidos e o convidou para participar do projeto. Murnau, um perfeccionista técnico e dotado de recursos financeiros para produzir o filme, precisava de alguém familiarizado com os costumes locais como Flaherty, que já havia morado em Samoa para as filmagens de Moana.
Fundaram então a Flaherty-Murnau Production. Inicialmente, Flaherty escreveu um roteiro intitulado Turia, uma docuficção sobre o romance entre uma nativa e um coletador de pérolas. Os escritos iniciais tiveram de ser alterados para evitar processos decorrentes da rescisão de contrato com a Colorat, empresa que iria patrocinar o filme. As alterações foram feitas por Murnau, que mudou o nome do roteiro para Tabu e nele introduziu, de maneira bem trabalhada, valores ocidentais na tragédia da cultura polinésia, resultando num drama universal em um lugar exótico e distante.
Flaherty iniciou as filmagens com as sequências de pescaria e quedas d’água, quando sua câmera Akeley apresentou problemas. Floyd Crosby, cinematografista que já havia trabalhado com Flaherty no Novo México, acabou sendo chamado. Crosby assumiu daí por diante as filmagens e a direção de fotografia enquanto Murnau se tornou o único responsável pela direção, restando a Flaherty fazer os arranjos com os nativos e supervisionar a revelação dos filmes.
De volta aos Estados Unidos, Murnau, quase falido, negociou a distribuição do filme com a Paramount Pictures, mas não teve tempo de ver a première de Tabu, pois morreu uma semana antes, em consequência de um acidente automobilístico.

## Locações
As filmagens foram realizadas na Polinésia Francesa, entre 1929 e 1931. O Primeiro Capítulo: Paraíso foi rodado na comuna de Bora-Bora e o Segundo Capítulo: O Paraíso Perdido, na comuna de Moorea-Maiao.

## Elenco
- Anne Chevalier – Reri
- Matahi – rapaz
- Hitu – ancião
- Bill Bambridge – Jean, o policial
- Kong Ah – comerciante chinês
- figurantes – nativos, mestiços e chineses residentes na Polinésia Francesa

## Premiações

### Academia de Artes e Ciências Cinematográficas
- Oscar de melhor cinematografia – Floyd Crosby

## Legado
Tabu rompeu com o sistema de estúdios vigente em Hollywood, abrindo caminho para a realização de filmes independentes.
É o último filme e o menos formal da excepcional carreira do diretor alemão F. W. Murnau. Suas imagens belíssimas, que deram o Oscar ao cinematografista Floyd Crosby, exerceram forte influência sobre vários cineastas, sobretudo Orson Welles em seu inacabado É tudo verdade. Essas imagens trazem, no Primeiro Capítulo: Paraíso, a marca docuficcional de Robert Flaherty, caracterizada pelo homem adaptando-se com a natureza, seguindo o ritmo da vida, exemplificada pelos raios solares que cintilam sobre as águas do Oceano Pacífico enquanto os nativos pescam. No Segundo Capítulo: O Paraíso Perdido, há a marca de Murnau no conflito inadiável entre um amor de dois jovens e a manutenção da lei tribal, trabalhada com jogos de sombras trazidos do cinema expressionista alemão e com a simbologia de objetos como a coroa de flores e a caixinha que Matahi carrega.
Rodado dois anos após o surgimento do primeiro filme falado, O cantor de jazz, Tabu é uma das duas últimas grandes produções do cinema mudo, ao lado de Luzes da cidade, de Charles Chaplin.

## Exibições comerciais
A première de Tabu ocorreu no Central Park Theatre, Nova Iorque, no dia 18 de março de 1931, uma semana após o falecimento de F. W. Murnau. Sua estreia se deu em Los Angeles, no dia 01 de agosto de 1931. Ainda em 1931, no dia 05 de agosto, o filme chegaria a Berlim.
Tabu teve sua primeira exibição pública no Brasil na 20ª Mostra Internacional de Cinema de São Paulo, sendo reexibido na 31ª edição..

## DVD
Em 2004, a Magnus Opus lançou Tabu no Brasil em DVD duplo, com legendas opcionais em português e espanhol.
O disco 1 contém a versão integral do filme, incluindo algumas cenas censuradas na película exibida originalmente nos cinemas por mostrarem nativas com os seios desnudos. Além do filme, traz também o trailer e as biografias resumidas de F. W. Murnau e de Robert Flaherty.
Já o disco 2 traz o curta-metragem Reri in New York e cenas excluídas, estas últimas correspondendo, na verdade, a um longo documentário sobre a produção do filme.